# Ogardy (gromada)
Ogardy – dawna gromada, czyli najmniejsza jednostka podziału terytorialnego Polskiej Rzeczypospolitej Ludowej w latach 1954–1972.
Gromady, z gromadzkimi radami narodowymi (GRN) jako organami władzy najniższego stopnia na wsi, funkcjonowały od reformy reorganizującej administrację wiejską przeprowadzonej jesienią 1954 do momentu ich zniesienia z dniem 1 stycznia 1973, tym samym wypierając organizację gminną w latach 1954–1972.
Gromadę Ogardy z siedzibą GRN w Ogardach utworzono – jako jedną z 8759 gromad na obszarze Polski – w powiecie strzeleckim w woj. zielonogórskim na mocy uchwały nr V/22/54 WRN w Zielonej Górze z dnia 5 października 1954. W skład jednostki weszły obszary dotychczasowych gromad Ogardy, Pielice i Gilów ze zniesionej gminy Ogardy w tymże powiecie. Dla gromady ustalono 10 członków gromadzkiej rady narodowej.
1 lipca 1968 gromadę zniesiono, a jej obszar włączono do gromad: Bobrówko (wieś Gilów) i Strzelce Krajeńskie (wsie Ogardy i Pielice) w tymże powiecie.